# Coahuila
Coahuila [koaˈwila], auch Coahuila de Zaragoza [koaˈwila ðe saɾaˈɣosa], offiziell Freier und Souveräner Staat Coahuila de Zaragoza (spanisch Estado Libre y Soberano de Coahuila de Zaragoza), ist ein mexikanischer Bundesstaat im Norden des Landes, an der Grenze zu Texas, die der Rio Grande in einem weiten Bogen bildet. Die Grenze ist insgesamt 512 km lang. Die angrenzenden mexikanischen Bundesstaaten sind im Osten Nuevo León, im Süden San Luis Potosí und Zacatecas sowie im Westen Durango und Chihuahua.

## Geographie
Coahuila de Zaragoza hat 3.055.395 Einwohner (Zensus 2010) nach einem starken Bevölkerungswachstum in den vergangenen Jahren (etwa 2,5 Mio. 2005, 2,3 Mio. 2000, 2,2 Mio. 1995 und 2,0 Mio. 1990). Dies entspricht etwa 2,4 % der mexikanischen Bevölkerung (Platz 15 der mexikanischen Bundesstaaten). Die Fläche von 151.571 km² entspricht etwa 7,7 % der Fläche des Staates Mexiko, woraus sich eine mittlere Besiedelungsdichte von 20 Einwohnern pro km² errechnet, deutlich unter dem mexikanischen Mittel von 50 Einwohnern pro km².
Der größte Teil des Landes besteht aus Wüstensteppe der Chihuahua-Wüste, die Sierra Madre Oriental bildet die östliche Grenze zu Nuevo León. Mit einem Wert von 0,791 erreicht Coahuila 2015 den 6. Platz unter den 31 Bundesstaaten Mexikos im Index der menschlichen Entwicklung.

Coahuila y Texas in Mexico (1824)

## Geschichte
Coahuila war in der spanischen Kolononialzeit Teil des Vizekönigreichs Neuspanien. Der Bundesstaat Coahuila y Texas entstand nach dem Mexikanischen Unabhängigkeitskrieg am 7. Mai 1824. Die Republik Texas wurde 1836 abgetrennt und kam später unter amerikanische Hoheit. Coahuila  war 1840 Teil der kurzlebigen Republik Rio Grande. Die heutige Grenzziehung ergab sich nach dem verlorenen Krieg gegen die USA (1846–1848).

## Bevölkerungsentwicklung
| Jahr | Einwohnerzahl |
| ---- | ------------- |
| 1950 | 720.619       |
| 1960 | 907.734       |
| 1970 | 1.114.956     |
| 1980 | 1.557.265     |
| 1990 | 1.972.340     |
| 1995 | 2.173.775     |
| 2000 | 2.298.070     |
| 2005 | 2.495.200     |
| 2010 | 2.748.391     |
| 2015 | 2.954.915     |
| 2020 | >3 Mio. (?)   |

## Politik

### Gouverneur
Die Regierung des Bundesstaates wird von einem direkt vom Volk gewählten Gouverneur (span.: Gobernador) geleitet. Aktuell ist dies Manolo Jiménez Salinas (Amtszeit 2023  – 2029).
Die Zentralregierung wirkt stark in die Bundesstaaten hinein. Dies liegt in den vielfältigen Abhängigkeiten der Staaten von der Bundesregierung begründet, da diese den Staaten und Gemeinden einen Teil der Steuereinnahmen zuweist. Daneben haben die Ministerien Vertretungen (Delegaciones) in den Bundesstaaten, Regierungsbezirken und Gemeinden. Über diese werden Bundesmittel insbesondere für Sozialfürsorge und Entwicklungsprogramme vergeben.

### Städte und Gemeindebezirke
Hauptstadt ist Saltillo. Andere wichtige Städte sind Torreón, Monclova, Piedras Negras und Ciudad Acuña, die insgesamt über 60 % der Bevölkerung Heimat geben. Administrativ weiter untergliedert ist Coahuila in 38 Municipios, von denen das kleinste etwa 1.000 Einwohner zählt.